# لری گولادزه
لری گولادزه (گرجی: ლერი გოგოლაძე؛ زادهٔ ۱ april ۱۹۳۸ (۸۶ سال)) ورزشکار واترپلو اهل گرجستان است.
وی در مسابقات کشوری و بین‌المللی در مجموع برندهٔ ۲ مدال نقره شده‌است.